# Fanch Elegoët
Fanch Elegoët és un sociòleg bretó, col·laborador a revistes com Les Temps Modernes i autor d'estudis sobre Bretanya. També ha estat un dels reivindicadors de les enquestes etnològiques a gent d'edat avençada com a instrument d'estudi.

## Obres
- Nous ne savions que le breton et il fallait parler français - Mémoire d'un paysan du Léon (1978)
- La récolte du goémon à Kemenez (1979)
- Bezhinerien en enezeir (1982)
- Révoltes paysannes : à l'origine de l'organisation des marchés (1984)
- Les paysans bretons dans l'entre-deux guerres (1986)
- L'identité bretonne, situation et perspectives (2002)
- Fanch Élégoët i Lambert van Gils Agriculture en Hollande : l'intelligence efficace Plabennec: Tud ha bro, 1989, 214 p.; 21 cm.